# 沼田顕泰
沼田 顕泰（ぬまた あきやす）は、戦国時代の武将。上野国利根郡沼田城主。万鬼斎と号す。

## 略歴
沼田氏は上野利根郡を治めた国人。
享禄2年（1529年）、沼田城築城に着手し、同5年/天文元年（1532年）に完成。父・沼田泰輝の築いた幕岩城から蔵内城(沼田城)に居を移した。
永禄元年（1558年）には沼田氏で内紛があったとみられており、これは山内上杉家没落後、家中が上杉憲政派と後北条氏派に分裂したのが原因という。顕泰は上杉憲政に通じて反北条方であり、長子・左衛門尉三郎憲泰と嫡男で沼田氏当主となった弥七郎朝憲が後北条氏に接近したため、顕泰は子を次々誅した。弥七郎朝憲の殺害については、側室の子である平八郎景義を後継にするための謀略によるものとも伝わる。
しかし北条氏に通じた朝憲室の実家・厩橋長野氏（長野道賢か?）に攻撃されて顕泰は越後国に逃亡、沼田城には北条康元が入り沼田氏を称したとされる。
上杉謙信が上野へ侵攻して沼田康元を追うと顕泰は沼田に復権したとされ、永禄4年（1561年）の「関東幕注文」で上杉方の沼田衆を率いる沼田惣領は顕泰とみられる。だが沼田城は上杉氏の関東支配の要衝となったため、永禄5年（1562年）頃から上杉氏による城代支配が行われた。以後顕泰の名はみえず、消息不明となっている。
男子には長子・憲泰、次男・赤見綱泰、嫡男・朝憲（則安、正室との子）、平八郎景義（側室との子）らがおり（他に沼田祐光の父とも）、女子には安中越前守重繁室、長野業正室があったとみられている。また、長尾景春の娘は子・憲泰室とも伝わるが、景春の室は顕泰の妹であり、世代から合わないとされる。
『加沢記』によると、老齢のため、家督を子の朝憲に譲り天神城に隠居したが、永禄12年（1569年）、側室との庶子である景義に家督を譲ろうとして側室の兄（又は父）といわれる金子泰清と共に朝憲を殺害したため、家臣の反発を買い、朝憲の岳父と見られる長野道賢や長尾憲景（白井長尾氏）、真田氏も顕泰に敵対したため領地を追われ、景義と共に同族の蘆名氏を頼って会津に逃亡したという。その後の消息は不明だが、まもなく没したといわれる。しかし『加沢記』は江戸時代の成立で脚色も多いとされ、この事件が実際にあったか不明である。少なくとも当時の状況や他の資料の記述から永禄12年説は間違いとされ、真田氏の関与も薄いと見られている。また永禄年間の北条氏との沼田氏内紛のことではないかともされる。
吾妻郡岩櫃城主・斎藤憲広と共に土地の横領などを何度も繰り返したとされている。。

## 文学作品
- 池波正太郎『まぼろしの城』（講談社文庫、1983）
- 池波正太郎「幻影の城」（『あばれ狼』（新潮社、1989）に収録）